# フロンティア (薬局)
株式会社フロンティアは、大阪府大阪市淀川区に本社を置き、北海道から九州までチェーン展開する調剤薬局チェーン経営の会社。
医薬業界のワタキューセイモア株式会社（京都府綴喜郡井手町）の子会社。

## 概要
フロンティアの調剤薬局チェーンは、
- ワタキュー薬局
- フレンド薬局
- フォレスト薬局
- セイモア薬局
- センチュリー薬局
- フロンティア薬局

等の薬局名で、北海道から九州まで、日本全国で130店舗以上展開。
京都に本社を置く、ワタキューセイモア株式会社を核とする、ワタキューグループの一社。
かかりつけ薬局として、利用者へのサービス向上を心がけている。
2007年に、同じワタキューセイモアが、薬局経営を始めた旧センチュリーヘルティーの部署と、兵庫を中心にフレンド薬局を展開していた旧リゲルコーポレーションを経営統合した部署を合併独立させ、関西資本最大の調剤薬局チェーン企業となった。
保険調剤の店舗経営に特化し、人道的存在意義を意識し浸透している。
医薬福祉業界に根付いたグループであるため、人間らしさを失わない「心」の経営方針を大切にする。
2009年に親会社ワタキューセイモア株式会社が伊藤忠商事と資本提携（持分法適用会社）を行い、調剤薬局チェーンとしてはさらに磐石さを増し、非上場でありながら今後企業グループとしての展開が、業界の中核的存在となりうる可能性を秘めている。

## 沿革
- 1983年（昭和58年）11月 - センチュリーヘルティーの薬局として設立。
- 2001年（平成13年）7月 - ワタキューセイモアグループの新会社としてスタート。
- 2007年（平成19年）1月 - リゲルコーポレーションと合併。
- 2010年（平成22年）2月 - 医薬品卸大手の株式会社スズケンと資本・業務提携。

## 主要取引先
- スズケン
- アルフレッサホールディングス
- メディセオ
- ほくやく
- ケーエスケー
- 東邦薬品

他

## 関連会社
- ワタキューセイモア株式会社
- スズケン
- 綿久リネン株式会社
- 株式会社ハートウェル
- 日清医療食品株式会社
- 株式会社メディカル・プラネット
- 沖縄綿久寝具株式会社